# 米拉貝兒·馬瑞格
米拉貝兒·馬瑞格（西班牙語：Mirabel Madrigal)，是迪士尼影業第60部經典動畫長片《魔法滿屋》的女主角，配音員是美國女星兼歌手史蒂芬妮·碧翠絲，片頭幼年時期的配音則分別由諾米·何塞菲娜·弗洛雷斯與擔任，角色創造者為該片兩位導演拜倫·霍華德及傑瑞·布希。
米拉貝兒·馬瑞格被描繪成一個不完美、古怪但情緒化和善解人意的15歲女孩，她是馬瑞格家族中唯一沒有收到魔法禮物的成員。當他們的“奇蹟”開始消退時，她承擔起拯救魔法的責任，並在此過程中了解到她的家庭問題。 從一開始，米拉貝兒就被認為是她家中唯一沒有超自然天賦的女孩。評論家稱讚了這個角色，以及碧翠絲的表現。